# Vertrag von Kalisch (1343)
Der Vertrag von Kalisch war ein Friedensvertrag, der am 8. Juli 1343 in Kalisch zwischen dem Königreich Polen unter König Kasimir III. und dem Deutschordensstaat unter Hochmeister Ludolf König von Wattzau abgeschlossen wurde. Er setzte einen Schlusspunkt unter die langandauernden diplomatischen Auseinandersetzungen um Pommerellen einschließlich Danzigs. Ein Gebiet, das der Deutsche Orden seit 1308 in Besitz hatte und das er seit dem Abschluss des Vertrags von Soldin im Jahr 1309 mit den Markgrafen von Brandenburg als „legitimes Eigentum“ ansah. Im Vertrag von Kalisch verpflichtete sich Kasimir III., in Zukunft keine Ansprüche mehr auf Pommerellen sowie auf das Kulmer Land und das Michelauer Land zu erheben. Er erhielt dafür im Gegenzug das von den Deutschrittern zwischen 1329 und 1332 eroberte Kujawien und das Dobriner Land zurück. Das Friedensabkommen hatten auch sieben Städte zu bestätigen: Posen und Kalisch in Großpolen, Leslau und Kujawisch-Brest in Kujawien sowie Krakau, Sandomir und Neu-Sandez in Kleinpolen.
Dem Vertragsabschluss von Kalisch 1343 waren langwierige diplomatische und juristische Querelen mit dem als streitbar geltenden polnischen Monarchen vorausgegangen. Auch der Papst war angerufen worden. 1339 legte der Hochmeister Dietrich von Altenburg der päpstlichen Untersuchungskommission eine Urkunde vor, die der Orden 1309 im Vertrag von Soldin von den Markgrafen von Brandenburg erworben hatte und aus der hervorging, dass die brandenburgischen Askanier im Dezember 1231 in Ravenna vom römisch-deutschen Kaiser Friedrich II. mit dem Herzogtum Pommern belehnt worden waren. Diese Belehnung der Askanier mit Pommern-Stettin war am 8. Januar 1295 in Mühlhausen erneuert worden. Kaiser Friedrichs II. Lehnsurkunde bezog sich allerdings nur auf das Herzogtum Pommern der Greifen und wurde von den Herzögen von Pommern stets bestritten.
Als die Kurie sich auf die Seite des Ordens stellte und sich außerdem im Südosten eine Möglichkeit der Gebietserweiterung bot, willigte Kasimir III. 1343 schließlich in den Vertrag von Kalisch ein. Der Austausch der am 8. Juli 1343 in Kalisch abgefassten Friedensurkunden und die Eidleistung erfolgten am 23. Juli 1343 in einem Zeremoniell auf einer Wiese bei dem Dorf Wierzbiczany zwischen Jungbreslau und Morin.
Zwei Bestimmungen des Vertragswerks, die Streichung Pommerellens aus der Titulatur des polnischen Königs und eine Entschädigungszahlung, waren anschließend nicht ausgeführt worden. Dennoch war der Friedensvertrag von Kalisch von Dauer, denn danach gab es 66 Jahre lang keinen Konflikt mehr zwischen dem Königreich Polen und dem Deutschordensstaat.